# 太和 (新羅)
太和（647年—650年）是新羅君主真德王之年號。

## 紀年、干支、西曆對照表
| 太和   | 元年  | 二年  | 三年  | 四年  |
| ------ | ----- | ----- | ----- | ----- |
| 儒略曆 | 647年 | 648年 | 649年 | 650年 |
| 干支   | 丁未  | 戊申  | 己酉  | 庚戌  |

## 参看
- 朝鮮半島年號列表
  - 其他使用太和年號的政權
- 同期存在的其他政權之紀年
  - 貞觀（627年正月—649年十二月）：唐太宗李世民年号
  - 大化（645年六月—650年二月）：飛鳥時代孝德天皇年号
  - 白雉（650年二月—654年十月）：飛鳥時代孝德天皇年号